# WFLV-Futsal-Liga 2013/14
Die WFLV-Futsal-Liga 2013/14 war die neunte Saison der WFLV-Futsal-Liga, der höchsten Futsalspielklasse der Männer in Nordrhein-Westfalen. Meister wurde der UFC Münster vor Holzpfosten Schwerte. Beide Mannschaften qualifizierten sich für den DFB-Futsal-Cup 2014. Die Abstiegsplätze belegten die Black Panthers Brackwede und der FC Montenegro Wuppertal. Aus den zweiten Ligen stiegen die Bonner Futsal Lions, Futsalicious Essen, die Futsal Panthers Köln und der MCH Futsal Club Sennestadt auf. Die Liga wird zur kommenden Saison auf zehn Mannschaften erweitert.

## Tabelle
| Pl.               | Verein                         | Sp. | S  | U | N  | Tore    | Diff. | Punkte |
| ----------------- | ------------------------------ | --- | -- | - | -- | ------- | ----- | ------ |
| 1.                | UFC Münster (M)                | 14  | 11 | 1 | 2  | 068:310 | +37   | 34     |
| 2.                | Holzpfosten Schwerte           | 14  | 10 | 2 | 2  | 079:470 | +32   | 32     |
| 3.                | SC Bayer 05 Uerdingen          | 14  | 10 | 2 | 2  | 073:320 | +41   | 32     |
| 4.                | Futsal Sportfreunde Uni Siegen | 14  | 6  | 3 | 5  | 059:550 | +4    | 21     |
| 5.                | Futsal Selecao Wuppertal       | 14  | 4  | 2 | 8  | 057:680 | −11   | 14     |
| 6.                | Futsal Lions Düsseldorf        | 14  | 2  | 7 | 5  | 035:510 | −16   | 13     |
| 7.                | Black Panthers Brackwede (N)   | 14  | 2  | 1 | 11 | 042:100 | −58   | 07     |
| 8.                | FC Montenegro Wuppertal (N)    | 14  | 1  | 2 | 11 | 036:630 | −27   | 05     |
| Stand: Saisonende |                                |     |    |   |    |         |       |        |

| Zum Saisonende 2013/14: |                                                                                               |
|                         |                                                                                               |
|                         | Meister und Teilnahme am DFB-Futsal-Cup 2014: UFC Münster                                     |
|                         | Teilnahme am DFB-Futsal-Cup: Holzpfosten Schwerte                                             |
|                         | Abstieg in die Ober- bzw. Verbandsliga: Black Panthers Brackwede, FC Montenegro Wuppertal     |
|                         |                                                                                               |
| Zum Saisonende 2012/13: |                                                                                               |
| (M)                     | Titelverteidiger: UFC Münster                                                                 |
| (N)                     | Aufsteiger aus der Ober- bzw. Verbandsliga: Black Panthers Brackwede, FC Montenegro Wuppertal |